# إلفيس ميتشيل
إلفيس ميتشيل (بالإنجليزية: Elvis Mitchell)‏ هو ناقد سينمائي وصحفي أمريكي، ولد في 6 ديسمبر 1958 في هايلاند بارك في الولايات المتحدة.

## وصلات خارجية
- الموقع الرسمي
- إلفيس ميتشيل على موقع IMDb (الإنجليزية)
- إلفيس ميتشيل على موقع ميتاكريتيك (الإنجليزية)
- إلفيس ميتشيل على موقع ميتاكريتيك (الإنجليزية)
- إلفيس ميتشيل على موقع روتن توميتوز (الإنجليزية)
- إلفيس ميتشيل على موقع روتن توميتوز (الإنجليزية)
- إلفيس ميتشيل على موقع إن إن دي بي (الإنجليزية)
- إلفيس ميتشيل على موقع قاعدة بيانات الفيلم (الإنجليزية)
- إلفيس ميتشيل على موقع كينوبويسك (الروسية)